# Portchester Castle
El castell de Portchester és una fortalesa medieval que es va desenvolupar dins les muralles de l'antiga fortalesa romana de Portus Adurni a Porchester, a l'est de Fareham, al comtat de Hampshire.
La torre va ser construïda probablement a finals del segle XI com a castell baronial i més tard, va ser presa sota control reial cap a l'any 1154. La monarquia va controlar el castell durant diversos segles i va ser un dels pavellons de caça preferits del rei Joan. Va ser assetjat i capturat pels francesos l'any 1216 abans de tornar permanentment al control anglès poc després.
Ocupant una posició prominent al port de Portsmouth, a l'època medieval, el castell de Portchester era un punt important. El castell va veure l'embarcament de diverses campanyes dirigides pels reis d'Anglaterra contra França. En previsió d'una invasió francesa durant el primer quart del segle xiv, Eduard II d'Anglaterra va gastar 1.100 £ reparant i reforçant el castell. Un complot per enderrocar a Enric V va ser descobert i els culpables van ser detinguts a Portchester; aquest esdeveniment apareix a l'obra de Shakespeare, Henry V. Més endavant en la seva història, el castell va ser utilitzat com a presó.
Actualment, el castell de Portchester és un monument antic programat i un grau I com a edifici catalogat. El castell ha estat propietat de Southwick Estate des del segle xvii, però és gestionat per English Heritage i obert als visitants durant tot l'any. L'església normanda, St. Mary's, que es troba a l'angle sud-est del recinte, forma part de la diòcesi anglicana de Portsmouth.

## Antecedents

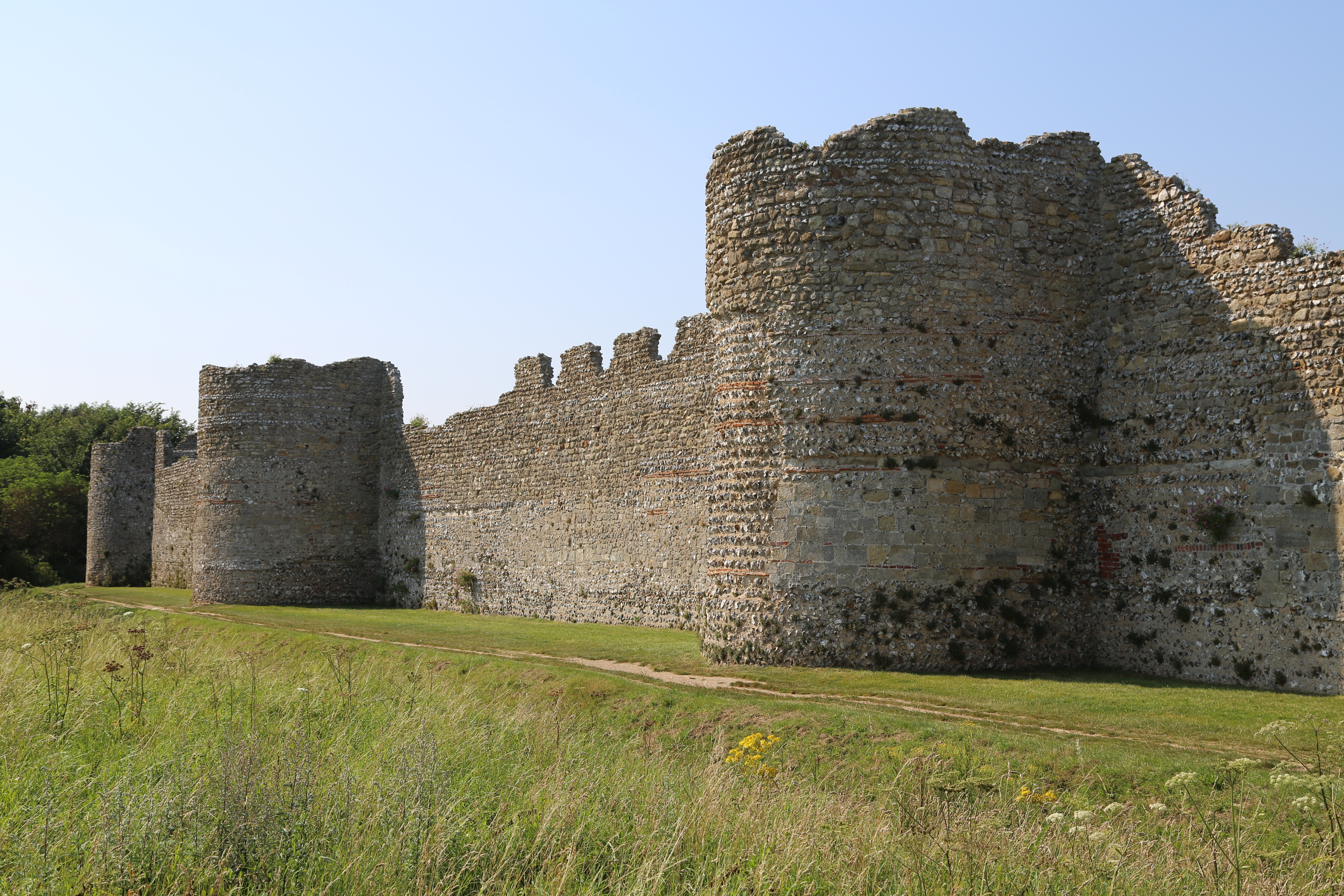
Les torres en forma de D són típiques dels forts romans del segle III. Les defenses romanes es van integrar al castell medieval.

La importància estratègica de Portchester ha estat reconeguda almenys des del segle III quan es va establir un fort romà al lloc. Encara que no se sap exactament quan es va construir el fort, es creu que va ser construït per Marc Aureli Carausi per instruccions de l'emperador Dioclecià entre el 285 i el 290. Va ser un dels diversos forts construïts al llarg de la costa britànica en el període per combatre les incursions dels pirates. Portchester era probablement una base des de la qual operava la Classis Britannica, la flota romana que defensava la Gran Bretanya. És el fort romà millor conservat al nord dels Alps.
Encara que l'exèrcit romà es va retirar de la Gran Bretanya a principis del segle v, és poc probable que el fort fos mai abandonat completament, encara que el seu ús continuà a una escala molt menor. Dins del fort es van descobrir una sala i una torre del segle x, cosa que suggereix que va ser una residència d'alt estatus durant el període saxó. L'any 904, Portchester va entrar en possessió del rei Eduard el Vell i el fort es va convertir en un burh per ajudar a defensar el país contra els víkings, tal com consta al Burghal Hidage.

## Castell i palau medievals

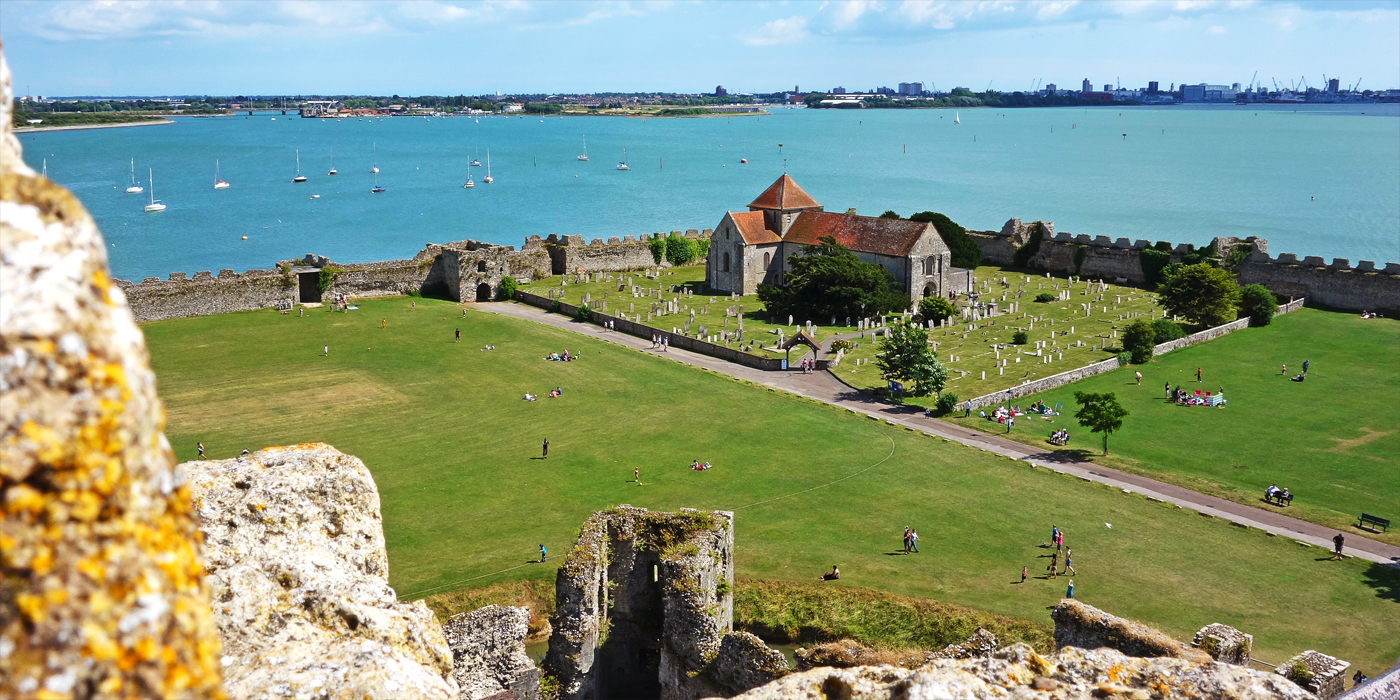
El recinte exterior amb l'església de Santa Maria, vist des de la torre

No se sap quan es va construir el castell, encara que probablement va ser a la fi del segle|XI. Després de la conquesta normanda, el senyoriu de Portchester va ser atorgat a William Maudit, un soci de Guillem el Conqueridor i un poderós magnat, i probablement va ser ell qui va construir el castell de Portchester.
La forma d'aquest castell primitiu és incerta, tot i que probablement Maudit va ser el responsable de crear la sala interior a la cantonada nord-oest del fort. En aquest punt, probablement hauria estat defensat per una palissada de fusta i un fossar, amb els murs de pedra romans originals del fort actuant com a defensa del pati exterior. Maudit va morir al voltant de 1100 i la seva propietat va passar al seu fill, Robert Maudit. Va morir el 1120, i uns anys més tard les propietats familiars van passar a mans de William Pont de l'Arche a través del matrimoni amb la filla de Robert Maudit.
Tot i que el castell encara no estava registrat en aquest període, probablement va ser en aquest moment quan es va reconstruir en pedra. L'evidència d'això és que la maçoneria del castell és similar a la de l'església parroquial de St.Mary, que va ser construïda a la dècada de 1130 al pati exterior. L'església va ser construïda per a un priorat agustí que Pont de l'Arche va establir dins del castell el 1128. S'haurien planejat altres edificis per al priorat, encara que gairebé no en queda rastre. Quan la comunitat es va traslladar a un nou lloc a Southwick entre 1147 i 1150, és possible que els edificis mai no s'hagin completat.
William Pont de l'Arche probablement va retenir la possessió del castell de Portchester fins a la seva mort el 1148, encara que no se sap qui ho va heretar. Pot haver passat a William Maudit, un descendent de Maudit que probablement va fundar el castell, o Henry Maudit, el fill de William de l'Arche. La primera referència existent al castell es troba en una concessió de 1153 en què Henry Plantagenet, més tard el rei Enric II, va concedir el castell a Henry Maudit. Independentment, quan Enric va pujar al tron el 1154, va prendre possessió del castell de Portchester. Romandria sota el control real durant diversos segles. Sobreviuen més registres del període del castell com a fortalesa real que no pas del període anterior; els comptes reals proporcionen detalls de l'estat i de l'estructura del castell. Per exemple, atès que només es van gastar petites sumes a la torre d'homenatge durant el mandat reial, se suposa que estava en gran part completa, i el 1183 el Rolls registra que hi havia apartaments reials separats de la torrassa. Enric I el visitava regularment.
El castell també es va utilitzar com a presó per a persones importants, com el comte de Leicester. Quan els fills d'Enric II es van rebel·lar contra ell amb el suport d'alguns barons destacats a la revolta de 1173-1174, Portchester es va preparar per a la guerra. En preparació per defensar el castell, es van fabricar catapultes i es va guarnir amb deu cavallers, després augmentat a 20.
El rei Joan s'allotjava sovint al castell de Portchester i estava allà quan es va assabentar de la pèrdua de Normandia l'any 1204. El Bosc de Bere estava a prop, el que convertia a Portchester en un lloc sdient perquè el rei s'hi allotgés sovint Portchester també va ser el punt de partida de les missions a França als anys 1205 i 1213 quan Joan va tractar de recuperar Normandia de mans de Felip II, el rei de França. Els viatges de Joan a França van acabar en derrota.
Després de signar la Carta Magna el 1215, Joan va apel·lar al Papa perquè l'anul·lés. Com a resultat, els seus oponents van ser excomunicats al setembre. En aquest punt, va posar setge al Castell de Rochester i els rebels van recórrer a França a la recerca d'ajuda. Els barons van oferir el tron al príncep Lluís, el fill gran del rei francès. La campanya va ser inicialment reeixida i va capturar Londres i Winchester abans que el castell de Portchester es rendís a les seves forces el juny de 1216. Joan va morir el 19 d'octubre de 1216, i nou dies després el seu fill gran va ser coronat rei Enric III. Poc temps després, a la primavera de 1217, el castell de Portchester va ser reconquerit.
Hi va haver un punt mort entre Enric III i Lluís fins a la victòria anglesa a la Batalla de Lincoln (1217) el 20 de maig. Després que es van tallar les seves línies de subministrament amb França a l'agost, Lluís va ser subornat perquè abandonés Anglaterra. Enric va intentar recuperar Normandia, que havia perdut el seu predecessor, fins que les condicions a Anglaterra el van obligar a abandonar-los el 1259, i Portchester va ser un punt de partida freqüent per a les tropes en campanya.
Durant la major part del segle es va prestar poca atenció a les defenses del castell, però, cap a finals de segle es va construir una torre de fusta per a reforçar la muralla romana oriental. Durant el regnat d'Eduard II (1307-1327), es va preveure una invasió francesa i es va modificar Portchester. La Corona va gastar més de 1100 lliures esterlines a reparar i reforçar el castell de Portchester entre 1320 i 1326. Es van remodelar els edificis del barri interior i es van ampliar les garites exteriors.
Malgrat el costós treball realitzat per Eduard II, una investigació de 1335 va registrar que molts dels edificis del castell estaven en estat ruïnós i que el mur sud de la fortalesa romana havia estat danyat pel mar. Encara que poques vegades es va quedar a Portchester, el juny de 1346 Eduard III va reunir el seu exèrcit de 15.000 efectius allà abans de partir cap a França en la campanya que va acabar amb la victòria a la batalla de Crécy.
Es van dur a terme més treballs a les dècades de 1350 i 1360 quan es van reordenar els edificis domèstics dins del castell i es va reparar l'espigó. Entre 1396 i 1399 es van construir les estances reials que es conserven avui, encara que en estat ruïnós, per a Ricard II sota les ordres del mestre paleta Walter Walton.

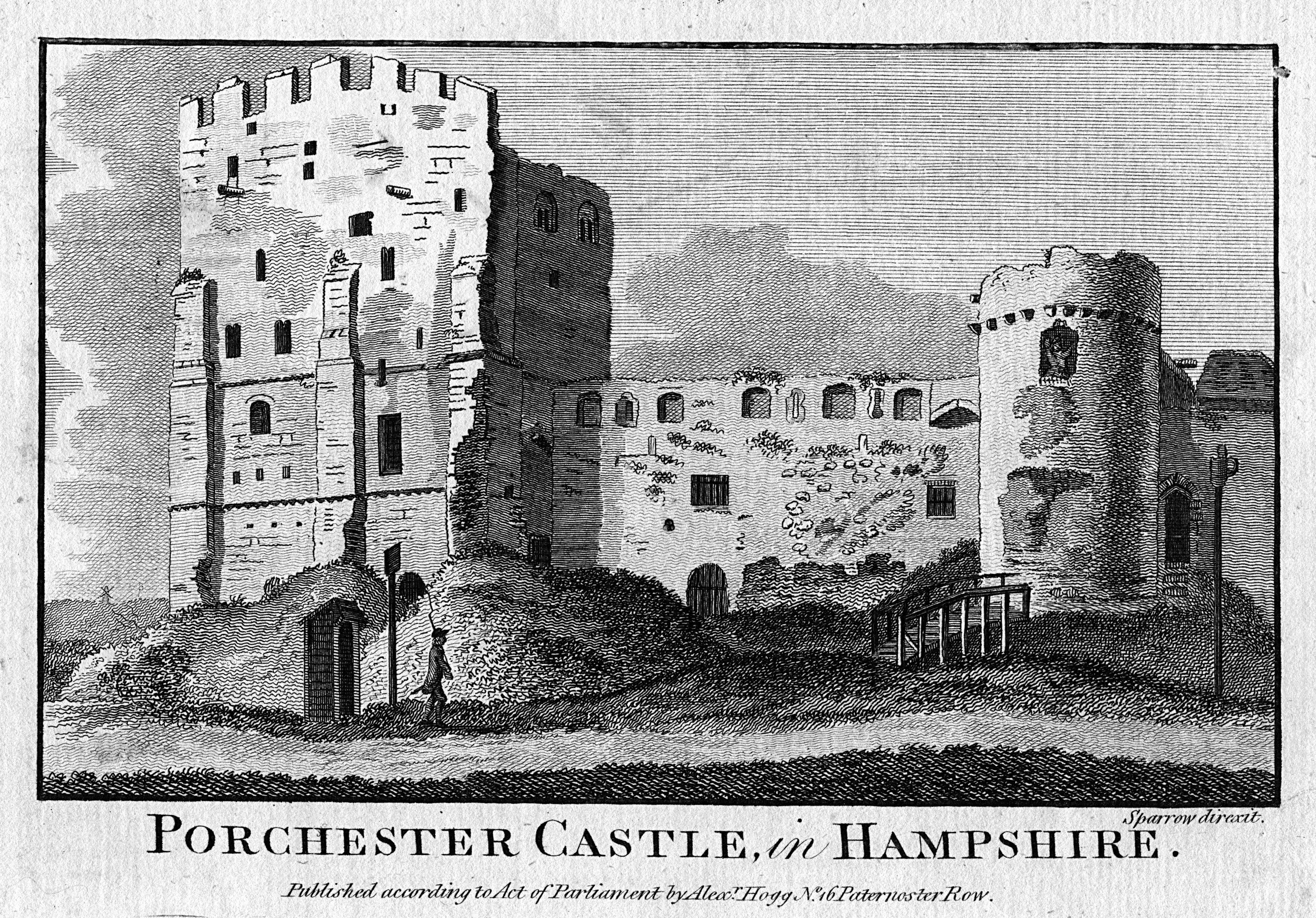
Vista del castell de Portchester a Vistes pintoresques de les antiguitats d'Anglaterra i Gal·les (1786)

Al segle xv, la propera ciutat de Portsmouth, a uns 6 km de distància, va créixer fins a convertir-se en un important centre econòmic i un important port. Va reemplaçar Portchester com un lloc d'importància militar i el castell va entrar en un període de declivi. Un estudi de 1441 va assenyalar que el castell estava "en ruïnes i feble". Malgrat el seu estat, quan Margarida d'Anjou, esposa d'Enric VI, va desembarcar a Anglaterra en 1445, el castell de Portchester va ser seleccionat com a port d'arribada. Es va permetre que el castell continués llanguint fins que a l'última dècada del segle es van intentar reparar els edificis del castell. Quan Enric VIII va visitar la reina Anna Bolena l'octubre de 1535, va ser la primera vegada en més d'un segle que el monarca regnant va estar al castell.

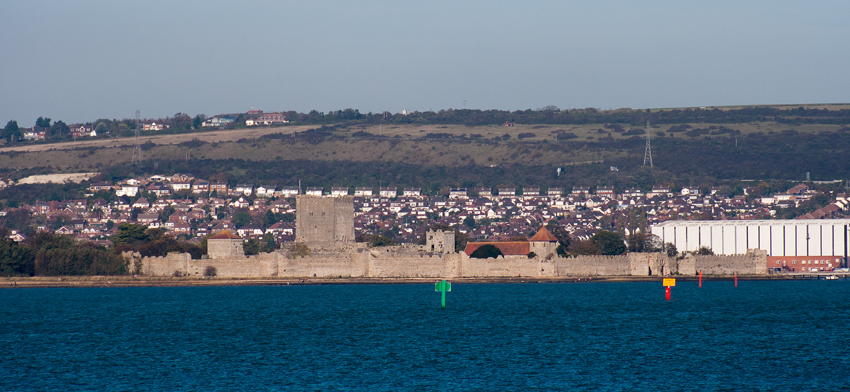
Castell de Portchester vist des del mar

Entre octubre de 1562 i juny de 1563, els anglesos van ocupar el port de l'Havre a la costa nord de França. Durant aquest període el castell va actuar com a hospital militar per als implicats en el conflicte amb França. Amb l'empitjorament de les relacions amb Espanya, Isabel I d'Anglaterra va preparar el castell de Portchester per a la guerra, anticipant una invasió espanyola. En aquest moment, Henry Radcliffe, futur comte de Sussex, era conestable.
El 30 d'agost de 1591, Isabel va arribar al castell, però els pisos de les càmeres d'estat estaven podrits i va sopar al dormitori del guardià. En lloc dels seus habituals perfums dolços, la càmera es va refrescar amb ruda i hisop. El 1603, el castell estava en un estat adequat perquè Isabel celebrés una cort allà. Sir Thomas Cornwallis va ser nomenat conestable i va remodelar els edificis al llarg del costat est del pati interior. Una investigació real de 1609 documenta la millora de l'estat del castell, i assenyala que els edificis construïts per Cornwallis contenien "quatre cambres d'allotjament decents a dalt i altres habitacions per a oficines a baix".

## Ús com a presó

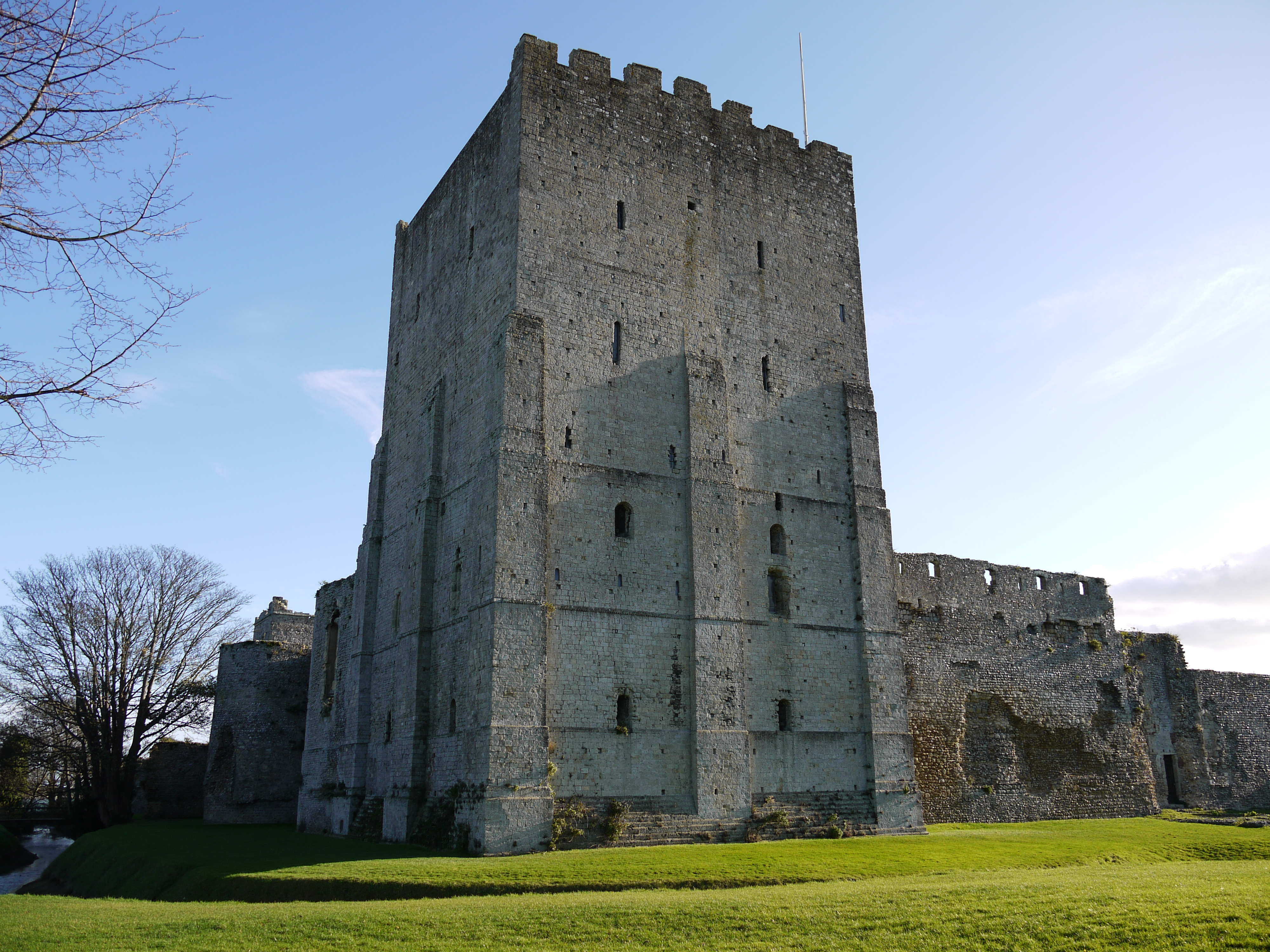
Torre del castell de Portchester

El castell va sortir del control real en 1632 quan Carles I el va vendre a Sir William Uvedale. Des de llavors, el castell de Portchester ha passat pels seus successors, la família Thistlethwaite. El castell no va ser testimoni de combats durant la Guerra Civil Anglesa, encara que durant un curt temps en 1644 va estar guarnit per dracs parlamentaristes.
Un dels rols que comunament complien els castells era el de presó. Des de finals del segle xvii, aquesta es va convertir en la funció més important de Portchester. L'any 1665, 500 presoners de la Segona guerra Anglo-Holandesa (1665-1667) van ser retinguts al castell. Alguns estaven allotjats a l'església del pati exterior. Van malmetre l'edifici en calar-li foc. L'església no va ser reparada fins uns 40 anys després. Entre 1702 i 1712 la Corona va arrendar el castell de Portchester als Uvedale per empresonar als presoners de la Guerra de Successió espanyola. Els primers relats detallats de les condicions dels presoners daten de mitjans de segle.

## Actualitat
Avui dia, el castell de Portchester està obert als visitants i també es fa servir per a la recreació: la secció interior del castell acull exhibicions i exhibicions. El castell és un lloc popular per a les sortides escolars, mentre que l'espigó és freqüentat durant la marea alta per pescadors a la recerca de platges i llobines. Els edificis del castell estan sota la cura de English Heritage.

## Bibliografía
- Cunliffe, Barry W. (1975), Excavations at Portchester Castle 1: Roman, Londres: Society of Antiquaries of London Research Report
- Cunliffe, Barry W. & Munby, J. T. (1985), Excavations at Portchester Castle 4: Medieval, the inner bailey, Londres: Society of Antiquaries of London Research Report
- Frieda, Leonie (2005), Catherine de Medici, Londres: Phoenix, ISBN 0-7538-2039-0
- Gillingham, John. «John (1167–1216), king of England». A: Oxford Dictionary of National Biography. online.  Oxford University Press, 2004. DOI 10.1093/ref:odnb/14841. requereix subscripció o ser soci de la biblioteca pública del Regne Unit
- Goodall, John (2008), Portchester Castle (2nd ed.), Londres: English Heritage, ISBN 978-1-84802-007-8
- Harriss, G. L.. «Richard [Richard of Conisbrough], earl of Cambridge». A: Oxford Dictionary of National Biography. online.  Oxford University Press, 2004. DOI 10.1093/ref:odnb/23502. requereix subscripció o ser soci de la biblioteca pública del Regne Unit
- Parr, Donald A. (1996), Web of Fear, Breedon Books
- Ridgeway, H. W.. «Henry III». A: Oxford Dictionary of National Biography. online.  Oxford University Press, 2004. DOI 10.1093/ref:odnb/12950. requereix subscripció o ser soci de la biblioteca pública del Regne Unit
- Rigold, S. E. (1965), Portchester Castle, Hampshire, Londres: Her Majesty's Stationery Office